# نورت دام دو لاك (كيبك)
نورت دام دو لاك (بالإنجليزية: Notre-Dame-du-Lac, Quebec)‏ هي منطقة سكنية تقع في كندا في Témiscouata Regional County Municipality. يقدر عدد سكانها بـ 2,098 نسمة ومساحتها 106.13 كم2 .

## أعلام
- قاي باوتشر
- دياني روي